# Yeovilton
Yeovilton est un village et une ancienne paroisse civile du Somerset, en Angleterre.